# Patolli

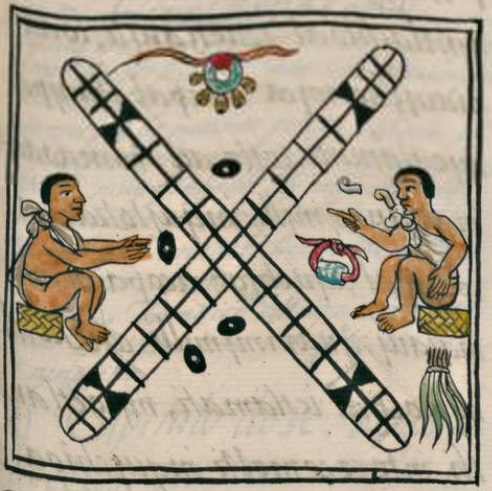
Patolli descrito por Bernardino de Sahagún en la Historia general de las cosas de la Nueva España.

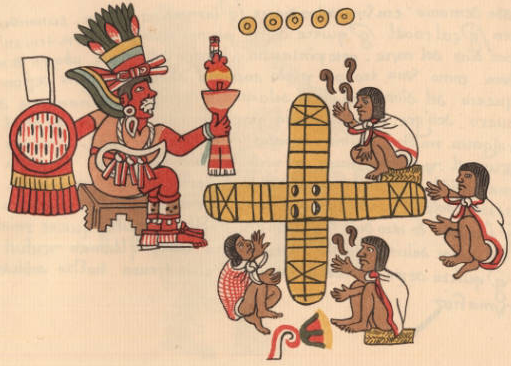
Macuilxóchitl supervisando un juego de patolli, Códice Magliabechiano.

El patolli o patli es uno de los juegos más antiguos de América prehispánica. Lo jugaban los teotihuacanos (200 a. C. - 1000 d. C.), toltecas (750 - 1000 d. C.), los mayas (1100 - 1300 d. C.) y los mexicas (1168 - 1521 d. C.)

## Descripción
Únicamente existen dos descripciones antiguas que indican como se jugaba: Fray Bernardino de Sahagún (1985 [1569]) y Fray Diego Durán (2002 [1580]). Aunque Sahagún presenta dos versiones, una en lengua náhuatl más amplia y completa (Códice matritense/Códice florentino); la segunda sumamente escueta y deficiente es la versión en castellano en la Historia general de las cosas de la Nueva España. Sin embargo, la explicación de Durán es más entendible, pero a pesar de esto, existen "lagunas" de significado y procedimientos, por lo que historiográficamente, no hay una descripción completa. 
El sentido ceremonial deriva de su asociación con la divinidad mexica llamada Macuilxochitl (Cinco Flor, es un nombre calendárico), regente de la música, la danza y los juegos; antes de empezar a jugar, los jugadores lo invocaban y le ofrecían incienso e incluso comida. Era una actividad político-social ya que incluso los tlahtohqueh lo jugaban contra gobernantes de otros pueblos, apostando las mayores riquezas, como mantas, piedras preciosas o adornos de oro . Era bastante común la existencia de tahures profesionales, algunas personas se aficionaban tanto al juego que lo apostaban todo, incluso hasta quedarse sin ropa y aún más, apostaban su propia libertad vendiéndose como esclavos.
Se jugaba sobre un pequeño tapete (petlatl, en lengua nahuatl) fabricado con tule, en el cual se dibujaba un aspa o cruz, cada brazo del aspa tenía un doble camino dividido en casillas, teniendo en total 52 casillas. Las líneas de la cruz eran dibujadas con goma de olin (hule), cuando no se disponía de olin se utilizaban las hojas de calabacitas o una hierba llamada chichicpahtli combinado con tizne de ocote.
Como "fichas" se utilizaban 12 piedras de colores, seis rojas y seis azules. El equivalente de los "dados" eran cinco frijoles negros, llamados en nahuatl, ayocote. Cada uno de los cuales tenía hechos distintos hoyuelos, con valores distintos; en veces únicamente se pintaban de blanco los valores y solo se marcaban por una cara del frijol, el otro lado quedaba limpio.
Los españoles prohibieron el juego durante el virreinato porque lo consideraban pagano y resultaba incómodo para las finanzas de la Corona, pues aunque el juego podía llegar a esclavizar a alguien, también podía generar grandes riquezas y suscitar formas económicas autónomas.

## Reglas del juego
Las reglas del juego, como ya se dijo, no quedaron registradas completamente, como para jugarlo en la actualidad. Este es el motivo por el cual circulan versiones diferentes de su reglas, algunas incluso generan confusión. Algunas versiones como la que aparecen en los enlaces externos de este artículo, son reconstrucciones no siempre siguiendo la información fidedigna. A continuación se dará lo que dicen las fuentes y las reglas que por obviedad, derivan de las mismas.
El objetivo del juego era llevar todas las fichas hasta el final avanzando de acuerdo con el puntaje de los frijoles. En general, únicamente jugaban dos personas; sin embargo, se consideraba que más personas "podían jugar" al apoyar o apostar, recordemos que es un juego de apuestas, en favor de un bando, ya fuera el rojo o el azul.
Las crónicas no describen como se inicia el juego. Sin embargo podemos señalar algunas reglas lógicas, según el sentir mesoamericano. Se inicia en la esquina derecha de cualquier aspa, el contrincante se ubica en el lado opuesto, se avanza en un sentido levógiro, es decir, en sentido contrario a las manecillas del reloj. 
Como se dijo, los cinco "frijoles-dados" estaban marcados con valores numéricos por un solo lado, siendo lo lógico que el primero solo tuviera un hoyuelo o punto dibujado, el segundo dos, el tercero tres, el cuarto cuatro y el quinto cinco. Una de las reglas registradas es que los frijoles se agitaban en las manos invocando la suerte y al momento de lanzarlos, se aplaudía una vez y se gritaba ¡Macuilxochitl! Una referencia interesante también es aquí señalada por Durán, cuando se requería obtener un "dos", se hacía el mismo procedimiento pero se invocaba al dios de los juegos en general, a Ometochtli (2-Conejo). Esto nos ayudara para conocer las reglas faltantes.
Las posibilidades de obtener una cantidad iban desde cero hasta quince, es decir, todos los frijoles con cara negra o todos con los números pintados (1+2+3+4+5=15). Y se avanzaba la cantidad obtenida, salvo dos excepciones: cuando se obtenía "cinco", se avanzaba diez casillas; cuando se obtenía "diez", se avanzaba 20 casillas.
| Puntuación     |        |
| PUNTOS BLANCOS | AVANZA |
| 0              | 0      |
| 1              | 1      |
| 2              | 2      |
| 3              | 3      |
| 4              | 4      |
| 5              | 10     |
| 6              | 6      |
| 7              | 7      |
| 8              | 8      |
| 9              | 9      |
| 10             | 20     |
| 11             | 11     |
| 12             | 12     |
| 13             | 13     |
| 14             | 14     |
| 15             | 15     |

## Reglas por establecer
Como se observa, se registraron las reglas más básicas, pero no queda aclaradas ciertas situaciones:
1.- Cómo se introducen las seis piedras. No se sabe si se tenía que avanzar con una sola piedra hasta hacer todo el recorrido, o si se introducían a voluntad cada piedra. Al parecer, la posibilidad de introducir las piedras y que avanzaran a la par, no genera confusión, haciéndolas avanzar acorde a cada "tirada".
2.- Qué sucede cuando se juntan varias piedras en la misma casilla. Al parecer nada; la posibilidad de ocupar el mismo espacio no generó ningún comentario por parte de los cronistas coloniales. En las interpretaciones modernas, que derivan más de una competitividad, se suelen agregar reglas de "premio y castigo", pero en definitiva, son reglas más propias de los juegos occidentales que de los nativos de América.
3.- Valor especial de algunas casillas. Las representaciones de los tableros en los documentos tienen marcas (véase imagen de arriba), pero una vez más, muy posiblemente no son casillas de "premio o castigo". Parecen tener un valor más bien de "marcador final", ya que se encuentran a dos espacios de la salida (o entrada, visto desde el inicio).
4.- Cómo terminan el recorrido las piedras. Es algo que tampoco directamente mencionan las fuentes, sin embargo, el comentario de Durán "que en caso de necesitar un valor específico", nos indica que para terminar su recorrido y "salir" del tablero, los frijoles deberían dar el valor exacto para ello. Aunque sigue existiendo una cuestión por definir, si la piedra se tiene que ubicar en la última casilla o si la cantidad tiene que rebasar en "uno" y así salir.

## Significado del juego
Algunos de los simbolismos del patolli, reflejado en las 52 casillas que contiene, es el ciclo de 52 años conocido como "Xiuhmolpilli" (Rueda calendárica), relacionado con el Fuego Nuevo, así como el "Huehuetiliztli", ciclo de 104 años, ciclos que realizaban los Mexicas y los Mayas, así como la dualidad que estaba muy ligada a la cosmogonía de las culturas precolombinas.

## Juegos de mesa similares
Fray Bernardino de Sahagún (1985) lo compara con tres juegos conocidos en su tiempo como "Castro", "Alquerque" y "Carnicoles".
- Parqués
- Parchís
- Parcheesi
- Pachisi
- Chaupar
- Ludo
- Senet
- Tock